# Tomba d'Amarna 6
La tomba de l'antic Egipte del noble Panehesy, coneguda com la Tomba d'Amarna 6, es troba en el grup de tombes conegudes col·lectivament com les Tombes Nord, prop de la ciutat d'Amarna, a Egipte.
Panehesy va ser el «Cap dels servents d'Aton» en el Gran Temple d'Aton (Per-Aton o Casa d'Aton) en Akhetaton, el «Segon Profeta del Senyor de les Dues Terres» i el «Portador del Segell del Baix Egipte»
La tomba conté escenes d'ell i de la seva família, i d'altres que es mostra la Família Reial, però mai s'han identificat les seves restes.
En temps cristians coptes, l'avantcambra d'aquesta tomba es va convertir en una església, mitjançant l'ampliació del costat nord-oest i amb l'addició d'un absis a l'extrem. Les runes que hi ha fora de la tomba daten de la mateixa època.

## Façana

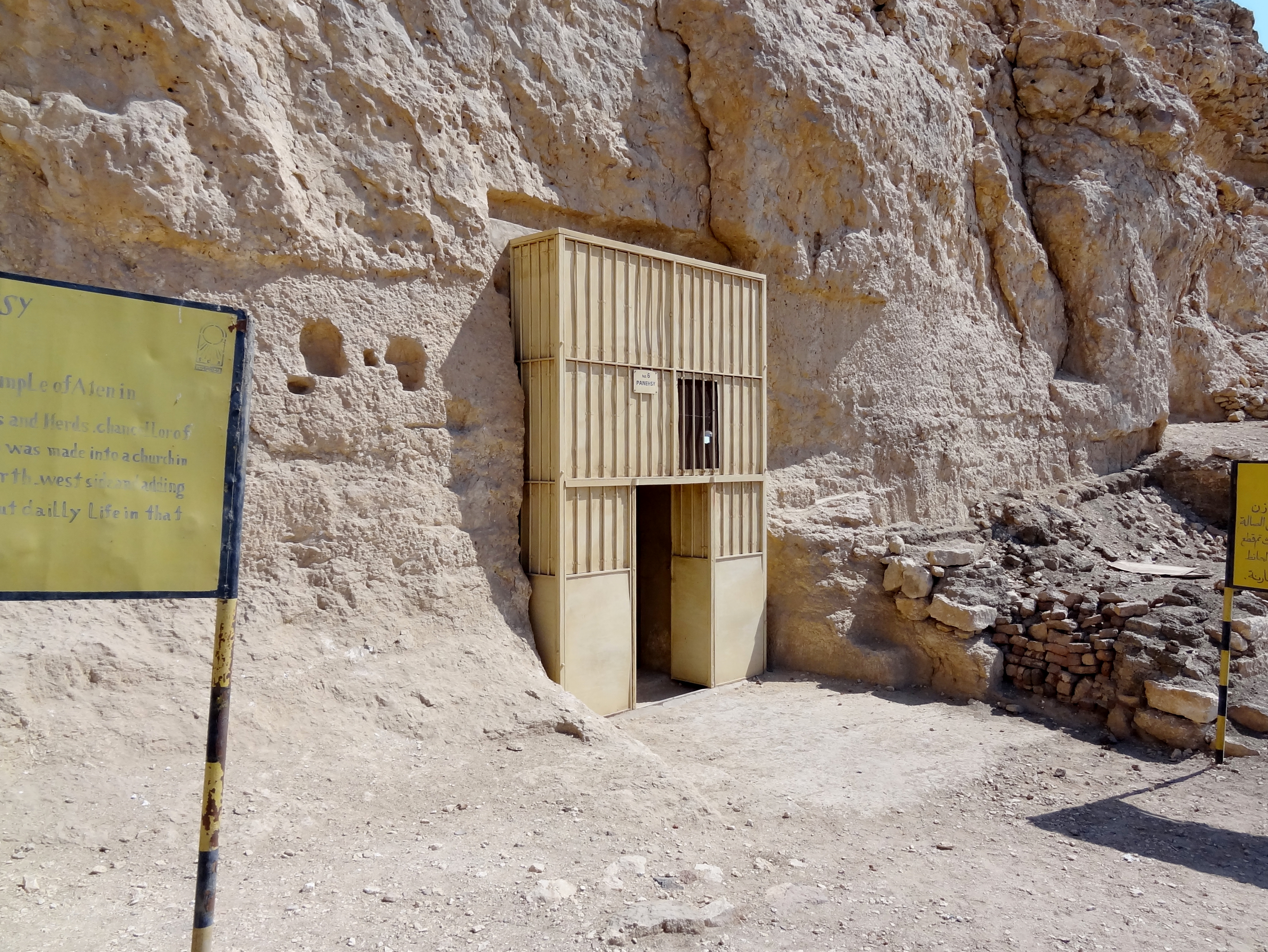
Façana de la tomba

Al voltant de l'entrada es poden veure escenes de la Família Reial adorant a Aton. Aquestes estan protegides per una gàbia de ferro que està al voltant de la porta moderna.

## Entrada a l'avantcambra
Es pot veure a la Família Real adorant a Aton en cada costat. A continuació hi ha una banda estreta de figures de la germana de la Reina, Mutnedjmet, acompanyada per nans. Per sota d'aquesta banda apareix la figura de Panehesy oferint una oració a Aton i al Rei.

## Avantcambra
Al voltant de la porta hi ha oracions, i per sobre, Panehesy s'agenolla per a adorar els cartutxos d'Aton, d'Akhenaton i de Nefertiti. Després es poden veure les següents escenes en sentit contrari a les agulles del rellotge des de la porta:
- La Família Reial adorant a Aton mentre que esperen a baix uns carros i un acompanyant (incloent Panehesy?): La part esquerra roman sense acabar. La resta representa la Família Reial amb els seus assistents, conductors dels carros i acompanyats de soldats que corren. A la cantonada superior dreta es troba la Casa del Rei de la ciutat principal, que conté la finestra d'aparicions .[7] Al terra d'aquesta paret hi ha una escala que condueix a una petita cambra funerària sense decorar.

- Al voltant de la porta hi ha oracions i escenes d'adoració per Panehesy: El Rei i la Reina fan ofrenes a Aton mentre que Panehesy s'inclina sota. L'escena està parcialment coberta per una capa de guix que van fer els coptes.

- A la part inferior de la paret els coptes van tallar la seva petita església: L'escena superior va sobreviure i conté una representació important d'un temple d'Aton, amb la visita a la Família Reial. L'entrada principal del temple hi ha un piló amb astes per a banderes i un animal sacrificat a la part de dalt; Akhenaton fa ofrenes a Aton mentre es col·loca en un altar que hi ha sobre una rampa; a la part posterior del temple hi ha un edifici independent amb taules per a fer ofrenes, que s'entra a través d'un porxo amb columnes que conté estàtues de peu del Rei; amunt i una mica cap a l'esquerra està representada una plataforma aïllada amb una rampa que fa de suport a la pedra sagrada benben, planquejada per una estàtua del Rei segut.

- La Família Reial en la finestra d'aparicions, premiant a Panehesy. A la part inferior Panehesy és rebut a casa seva.[6]

## Sala interior
Està sense decorar excepte pel costat esquerre de l'entrada, on apareix Panehesy amb la seva filla. A la part dreta de la sala hi ha unes escales que condueix a una cambra funerària sense decorar.

## Santuari
Originalment hi havia una estàtua de Panehesy excavada en la roca a la part de darrere, però només queden algunes marques.
A la paret dreta hi ha una escena tradicional amb la família de Panehesy. Panehesy està sentat davant d'una taula d'ofrenes amb la seva filla. Darrere d'ells es troba la seva germana, amb les seves dues filles. Presumiblement Panehesy i la seva germana van quedar vidus. Un home no identificat està amb ells.